# 新人 (政党)
新人（俄语：Новые люди）是俄罗斯中右翼自由主义政党，于2020年3月1日在莫斯科成立。该党的创始人是俄罗斯化妆品生产公司“Faberlic”的创始人阿列克谢·涅恰耶夫，亚历山大·达万科夫是党的执行委员会主席。
2020年，根据地区选举结果，该黨进入了政党名单中的四个地区立法机构，因而获得了参加2021年国家杜马选举的特权而无需征集签名。在2021年俄罗斯国家杜马选举中，该党获得5.33%的选票，成功夺得13个议席。